# Arghanj Khwa (huyện)
Arghanj Khwa là một huyện thuộc tỉnh Badakhshan, Afghanistan. Dân số thời điểm năm 1999 là -12,2 người.